# Amfitheater van Bordeaux
Het Amfitheater van Bordeaux, ook bekend als het Palais Gallien is de ruïne van een antiek Romeins amfitheater in Bordeaux.

## Geschiedenis
Burdigala was in de Romeinse tijd de hoofdstad van de provincia Gallia Aquitania. Het eerste amfitheater werd in de 1e eeuw n.Chr. gebouwd. Tijdens de regering van de Severische dynastie (193-235 n.Chr.) beleefde de stad een grote bloeiperiode, waarin veel monumenten werden gebouwd. Het huidige amfitheater werd ook in deze periode gebouwd. Tijdens de invallen van de Franken in 275 en 276 werd de stad verwoest. Volgens een geschiedschrijver brandde het amfitheater twee dagen lang. Het amfitheater verviel tot een ruïne en werd gebruikt als vuilstort en schuilplaats voor criminelen en prostituees. Aan het einde van de 18e eeuw werd de grond van het amfitheater als bouwkavels verkocht en werden delen van het amfitheater afgebroken. Al aan het begin van de 19e eeuw werden maatregelen genomen om verder verval van de antieke arena te voorkomen. In 1911 werd het amfitheater officieel uitgeroepen tot een historisch monument.

## Het amfitheater
Het amfitheater had oorspronkelijk een omtrek van 132 bij 111 meter, de arena mat 70 bij 47 meter. Het bestond uit zeven concentrische ringen, waarop de houten tribunes waren geplaatst. De buitenmuur had drie verdiepingen en bestond uit 64 bogen op de begane grond. Op de beide korte zijden van de arena waren twee toegangen. In totaal konden ongeveer 17.000 toeschouwers in het amfitheater plaatsnemen, waarmee het een van de grootste in Gallië was.
Van het amfitheater resteren nog enkele bogen en een van de toegangspoorten. De rest van het terrein is overbouwd met nieuwere gebouwen.

## Referentie
- Vertaald van de Franstalige Wikipedia: fr:Palais Gallien